# Exklusivrecht
Verfügt eine natürliche Person oder juristische Person über ein Exklusivrecht (englisch exclusive right), so hat sie das alleinige Recht, über eine Sache zu verfügen bzw. ist alleiniger Rechtsinhaber und kann auch Nutzungsrechte einräumen (§ 31 Abs. 3 UrhG). 
Räumt ein Urheber Nutzungsrechte ein, dann kann der Erwerber der Rechte (Lizenznehmer) andere Personen von der Nutzung ausschließen und hat eigene Abwehrrechte gegen Dritte. Der Urheber verliert in diesem Fall die Berechtigung, anderen Personen weitere Nutzungsrechte auf die bereits erlaubte Art einzuräumen. Solche exklusiven Rechte werden meist über Vertragsstrafen oder Unterlassungsansprüche abgesichert. 
Beispiele: 
- Ein Produkt darf exklusiv nur von einer einzigen Firma hergestellt oder vertrieben werden.
- Im Bereich des Presserechtes, wenn sich eine bestimmte Zeitung oder Zeitschrift vertraglich das Recht einräumen lässt, exklusiv über ein bestimmtes Ereignis berichten zu dürfen und/oder Fotos veröffentlichen zu dürfen.

## Kategorisierung
Das Exklusivrecht wird juristisch dem Bereich des Urheberrechts zugeordnet, welches Teil des Privatrechts ist. 